# Atelopus farci
Espèce
Statut de conservation UICN

 CR A2ace; B2ab(iii,v) : 
En danger critique
Atelopus farci est une espèce d'amphibiens de la famille des Bufonidae.

## Répartition
Cette espèce est endémique de la municipalité d'Albán dans le département de Cundinamarca en Colombie. Elle se rencontre à environ 2 100 m d'altitude sur le versant Ouest de la cordillère Orientale.

## Étymologie
Cette espèce est nommée en l'honneur des FARC, pour avoir protégé la zone d'habitat de cette espèce.

## Publication originale
- Lynch, 1993 : A new harlequin frog from the Cordillera Oriental of Colombia (Anura, Bufonidae, Atelopus). Alytes, vol. 11, p. 77–87.